# Philippine Élisabeth de Orléans
Philippine Élisabeth d'Orléans cunsocută ca Mademoiselle de Beaujolais (Philippine Élisabeth Charlotte; 18 decembrie 1714 – 21 mai 1734) a fost fiica lui Filip al II-lea, Duce de Orléans regent al Franței din 1715 până în 1723 și a soției lui, Françoise-Marie de Bourbon, fiica cea mică recunoscută a regelui Ludovic al XIV-lea și a metresei sale Madame de Montespan. Ca membră a Casei de Bourbon și a Casei de Orléans, Philippine Élisabeth a fost prințesă de sânge. A murit de variolă la vârsta de 19 ani.